# Mainit
Mainit è una municipalità di quarta classe delle Filippine, situata nella Provincia di Surigao del Norte, nella Regione di Caraga.
Mainit è formata da 21 baranggay:
- Binga
- Bobona-on
- Cantugas
- Dayano
- Mabini
- Magpayang
- Magsaysay (Pob.)
- Mansayao
- Marayag
- Matin-ao
- Paco

- Quezon (Pob.)
- Roxas
- San Francisco
- San Isidro
- San Jose
- Siana
- Silop
- Tagbuyawan
- Tapi-an
- Tolingon